# Питирим (Свиридов)
Митрополи́т Питири́м (в миру Пётр Петро́вич Свири́дов; 21 декабря 1887 [2 января 1888], Пахотный Угол, Тамбовская губерния — 10 августа 1963, Москва) — епископ Русской Православной Церкви; с 19 сентября 1960 года митрополит Крутицкий и Коломенский, член Священного Синода. Ранее, с 21 апреля 1959 года, митрополит Ленинградский и Ладожский.

## Биография
Родился 21 декабря 1887 (2 января 1888) года в семье крестьянина в Тамбовском уезде. По окончании в 1903 году второклассной церковно-приходской школы, поступил учителем школы грамоты Тамбовского уезда.
В 1904 году поступил в Иоанно-Богословскую церковно-учительскую школу Козловского уезда, которую окончил в 1907 году. Работал учителем в церковно-приходских школах.
В 1911 году рукоположён во диакона к церкви в с. Широкое Саратовского уезда.
В 1913 году поступил в 5-й класс Саратовской духовной семинарии, курс которой окончил в 1915 году; рукоположён во священника и назначен заведующим второклассной церковно-приходской школы села Араш Петровского уезда.
Известно, что к 1938 году он служил настоятелем храма в селе Большое Томылово (ныне в черте города Чапаевск). Узнав о возможности получить регистрацию при Покровском храме в Куйбышеве, он бросил свой храм перед самой Пасхой (в 1938 году она отмечалась 11/24 апреля) и занял место настоятеля Покровского храма. В 1938 году вышел из подчинения митрополиту Сергию с целью присоединиться к обновленцам.
На официальные запросы властей о том, «тихоновской» или обновленческой является церковь, отвечал: «смешанной». Второй священник — архиепископ Андрей (Комаров), был «тихоновцем», третий — обновленцем, обновленцем же, вступившим во второй брак, был протодиакон. Сам же отец Петр служил, не поминая ни митрополита Сергия, ни обновленческих архиереев.
Летом 1939 года ездил к главе Московской Патриархии митрополиту Сергию (Страгородскому), после чего был принят в клир Патриархии.
В декабре 1941 года определён быть епископом Куйбышевским, после чего был пострижен в монашество с именем Питирим. Архиепископ Куйбышевский Андрей (Комаров), переведённый тогда же на Саратовскую кафедру, решительно выступал против его кандидатуры, оценив его за 2,5 года совместного служения как человека, «вредного для Церкви». Однако отзывом архиепископа Андрея пришлось пренебречь в условиях, когда Патриаршему Местоблюстителю впервые за 5 лет «улыбнулась возможность» (как он сам писал) рукоположить архиерея для служения в России, и он не имел права её упустить.
Его епископская хиротония состоялась в Покровском храме Куйбышева 25 декабря 1941 года. Хиротонию совершили: митрополит Николай (Ярушевич), архиепископ Андрей (Комаров) и архиепископ Сергий (Гришин). И дата, и место её совершения (католическое Рождество и город Куйбышев, где 22 месяца находился в эвакуации весь дипломатический корпус с иностранными корреспондентами) были выбраны с расчётом на широкий международный резонанс.
30 декабря 1941 года в ходе битвы за Москву была освобождена Калуга, после этого 10 января 1942 года епископ Питирим был назначен епископом Калужским. По предложению епископа Питирима было одобрено политорганами и командованием шефство калужского духовенства над военным госпиталем: верующие собрали для госпиталя 50 тысяч рублей, участвовали в раздаче подарков раненым, передали им плакаты и устраивали в госпитале концерты. Такая помощь вызвала недовольство партийно-советских центральных органов. 12 мая 1943 года заместитель народного комиссара государственной безопасности Богдан Кобулов сообщал секретарю ЦК ВКП(б) Александру Щербакову об этом случае и добавлял:

Получив эти сведения, НКГБ СССР приняты меры к недопустимости впредь попыток среди церковников входить в непосредственные сношения с командованием госпиталей и ранеными под видом шефства
С 14 июля 1943 года — епископ Курский; на рубеже 1943/1944 года временно управлял Воронежской епархией.
8 сентября 1943 года был участником Собора епископов, избравшего митрополита Сергия (Страгородского) Патриархом Московским и всея Руси.
С 1944 года — епископ Курский и Белгородский, в феврале 1945 года возведён в сан архиепископа. 30 мая 1945 года отпевал в Воронеже епископа Воронежского и Острогожского Иону и до сентября того же года вновь временно управлял Воронежской епархией. В 1946 году награждён медалью «За доблестный труд в Великой Отечественной войне 1941—1945 гг.»
С 13 января 1947 года — архиепископ Минский и Белорусский.
25 февраля 1949 года награждён правом ношения креста на клобуке.
К началу 1950-х годов остался единственным архиереем на всю Белоруссию; в этих условиях в 1953 году выхлопотал себе викария с титулом «епископ Бобруйский», которым с 5 июля 1953 года стал Митрофан (Гутовский).
В 1953 году ездил в восточный Берлин, где 17 ноября в сослужении архиепископа Берлинского Бориса (Вика) совершил хиротонию архимандрита Николая (Ерёмина) во епископа Клишисского.
В феврале 1955 года возведён в сан митрополита. В ноябре того же года был командирован в Ленинград, где возглавил погребение митрополита Ленинградского и Новгородского Григория (Чукова).
С 21 апреля 1959 года — митрополит Ленинградский и Ладожский, постоянный член Священного Синода.
С 28 августа 1960 по 3 августа 1963 года председатель новоучрежденной Комиссии по межхристианским связям при Священном Синоде.
С 19 сентября 1960 года — митрополит Крутицкий и Коломенский.
Скончался вечером 10 августа (день его тезоименитства) 1963 года. Отпевание в Успенском храме бывшего Новодевичьего монастыря 12 августа возглавил митрополит Ленинградский и Ладожский Пимен (Извеков). Похоронен в ограде Преображенского храма в Лукине (Ново-Переделкино).

## Отзывы
Современники считали отличительным качеством митрополита кротость, вероятно, ставшую причиной его назначения на место более заметного Николая. Уполномоченный Совета по делам РПЦ с удовлетворением отмечал податливость Питирима в вопросах управления церковью, отсутствие интереса к развитию проповеди. Вместе с тем, архиепископ Василий сообщает о его упорстве — по собственному незнанию дипломатии — в отстаивании прав РПЦ на управление русскими монастырями на Афоне.

## Публикации
- Хвала тебе, священная Москва! // Правда о религии в России. — М.: Московская Патриархия, 1942. — С. 163—174.
- Докладная записка // Правда о религии в России. — М.: Московская Патриархия, 1942. — С. 357—373.
- Церковный и патриотический долг // Журнал Московской Патриархии. 1950. — № 8. — С. 22—23.
- Речь на расширенном Пленуме Белорусского Республиканского Комитета защиты мира 12 сентября 1953 г. // Журнал Московской Патриархии. 1953. — № 11. — С. 24—26.
- Слово при вручении жезла новохиротонисанному епископу Николаю (Еремину) // Вестник Русского Западно-Европейского Патриаршего Экзархата. 1954. — № 17. — С. 11—12.
- Слово, произнесенное 10 июля 1955 г. в русском патриаршем храме Успения Пресвятой Богородицы в Лондоне по случаю пребывания в Англии делегатов Русской Православной Церкви // Вестник Русского Западно-Европейского Патриаршего Экзархата. 1955. — № 24. — С. 294—295.
- «Благослови венец лета благости Твоея, Господи…» // Журнал Московской Патриархии. 1961. — № 1. — С. 33.
- [Московская Патриархия поздравляет с победой (полетом Ю. Гагарина в космос)] // Журнал Московской Патриархии. 1961. — № 5. — С. 8.
- Интервью, данное корреспонденту Государственного Комитета по радиовещанию и телевидению 10 сентября 1961 года // Журнал Московской Патриархии. 1961. — № 10. — С. 27—28.
- Рождественское приветствие христианам Англии // Журнал Московской Патриархии. 1963. — № 1. — С. 51—52.